# 荒井玉青
荒井 玉青（あらい たまお、1968年〈昭和43年〉3月8日 - ）は、日本の元女優。東京都世田谷区出身。平田崑プロモーション（1984年当時）→夏木プロダクション（1989年当時）に所属していた。
父の姉は石原まき子（北原三枝）で、当人は石原裕次郎・まき子夫妻の姪に当たる。

## 来歴
映画好きの母の勧めで、4歳の時に劇団若草に入団、子役として『アニー』、『屋根の上のバイオリン弾き』などの舞台、伯父・裕次郎の主演する『太陽にほえろ!』、『大都会 闘いの日々』などのテレビドラマに出演。世田谷区立八幡中学校卒業、東京都立玉川高等学校卒業。
中学3年生の頃から本格的に女優を志望するようになり、『西部警察 PART-II』『早春スケッチブック』のレギュラー出演辺りから本格的に女優として活動し始める。
大学受験勉強中の1985年、約300人の中から映画『スターダスト・ストーリー 星砂物語』の主演に選ばれる。同作は1987年に公開。同年、ミュージカル『真梨亜』（1987年7月9日〜8月1日、銀座博品館劇場）に初主演。
1990年10月〜1991年9月放送のテレビドラマ『代表取締役刑事』以降はドラマ出演が途絶えており、その後の状況は不明。

## 人物
- 兄がいる[4]。
- 活動していた当時は、何かと「裕次郎の姪」と話題になることも多かった[6]。本人曰く、伯父の裕次郎と一緒にいると、よく親子に間違われていたとのこと[2]。
- 中学3年生の頃から本格的に女優を志望するようになり、自ら裕次郎・まき子の伯父夫妻の元を訪れて将来を相談したことがあったが、最初はまき子の方がその話に乗り気ではなかったという[1]。
- 「アイドルとしてやっていくのは嫌だから、女優一本でやっていく」と話していたことがある[3]。
- 映画『スターダスト・ストーリー』の主演に選ばれた際、本人は「映画の制作者の方が自分の写真を見て霊感が働いたらしい」と話している[2]。

## 出演

### テレビドラマ
（）
- おひかえあそばせ （日本テレビ・ユニオン映画）- 第3話（1971年4月28日）
- 太陽にほえろ! （日本テレビ・東宝）- 第2話（1972年7月28日）／第19話（1972年11月24日）
- ここ一番 （フジテレビ、1974年1月7日〜4月1日）
- 冬の時刻表（1975年3月9日） - 少女(りん子)
- 大都会 闘いの日々 （日本テレビ・石原プロモーション）- 第5話（1976年2月3日）
- 新・座頭市 第3シリーズ （フジテレビ・勝プロダクション）- 第12話（1979年7月23日）、おりつ
- 男!あばれはっちゃく （テレビ朝日・国際放映、1980年）- 第3話、第29話
- 晴れた日に （中部日本放送制作・TBS系列、東芝日曜劇場　1980年10月26日）
- 西部警察 PART-II （テレビ朝日・石原プロモーション）- 第12話「10年目の疑惑」（1982年8月29日）、第35話「娘よ、父は…　浜刑事・絶命」（1983年2月13日）浜 幸子（浜 源太郎（演：井上昭文）の娘）役
- 早春スケッチブック （フジテレビ・金曜劇場）- 三枝多恵子 役
- 名門私立女子高校 （日本テレビ）- 相田玉緒（ローラ）役
- 青い瞳の聖ライフ （フジテレビ・大映テレビ）- ユカ 役
- ヤヌスの鏡 （フジテレビ・大映テレビ）- 戸塚京子 役
- 特捜最前線 （テレビ朝日・東映）- 第504話（1987年2月19日）
- 女は遊べ物語・戦国亭主操縦法 （名古屋テレビ放送制作・テレビ朝日系列、1987年10月15日）- おてん 役
- こまらせないで! （フジテレビ・大映テレビ）- 第9話（1989年3月8日）、恵 役
- 虹色通帳 （毎日放送制作・TBS系列、妻そして女シリーズ　1989年5月1日〜5月26日）
- 女ねずみ小僧 （フジテレビ、C.A.L）- 第10話（1989年6月21日）、おちか 役
- ゴリラ・警視庁捜査第8班 （テレビ朝日・石原プロモーション）- 第25話（1989年10月22日）
- ザ・刑事 （テレビ朝日・東宝）- 第22話（1990年9月23日）、岩淵由美子 役
- 代表取締役刑事 （テレビ朝日・石原プロモーション）- 牧野ひろみ 役

### 映画
- スターダスト・ストーリー 星砂物語 （1987年4月24日公開、エヌ・エス・オージャパン）- 主演